# Cernat (Covasna)
Cernat (ungarisch Csernáton) ist eine Gemeinde im Kreis Covasna in der Region Siebenbürgen in Rumänien.

## Geographische Lage

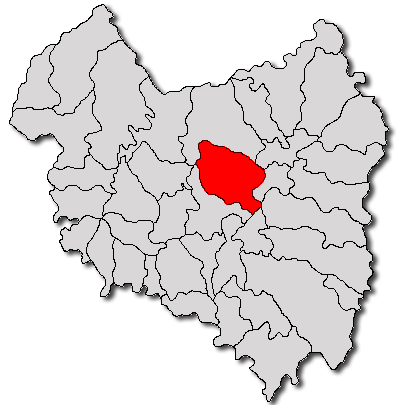
Lage der Gemeinde Cernat im Kreis Covasna

Die Gemeinde Cernat liegt westlich der Kronstädter Senke (Depresiunea Brașovului), in den Südostausläufern der Bodocer Berge (Munții Bodoc) – ein Teilgebirge der Ostkarpaten. Im sogenannten Szeklerland im Zentrum des Kreises Covasna befindet sich der Ort Cernat (bestehend aus den bis 1968 eigenständigen Ortsteilen Cernatu de Jos und Cernatu de Sus) am gleichnamigen Bach – ein rechter Nebenfluss des Râul Negru –, am Drum național 11 12 Kilometer südwestlich von der Kleinstadt Târgu Secuiesc (Szekler Neumarkt) und 28 Kilometer nordöstlich von der Kreishauptstadt Sfântu Gheorghe (Sankt Georgen) entfernt.

## Geschichte
Der mehrheitlich von Szeklern bewohnte Ort Cernat wurde erstmals 1332 urkundlich erwähnt.
Eine Besiedlung des Ortes auf dem Areal von den Einheimischen genannten Dâmbu bisericii, wurde nach Angaben von Hermann Schroller und Márton Roska in die Jungsteinzeit datiert. Zahlreiche archäologische Funde deuten in unterschiedliche Zeitalter und befinden sich im Museum der Kreishauptstadt Sfântu Gheorghe.
Zur Zeit des Königreichs Ungarn gehörte Cernat dem Stuhlbezirk Kézdi in der Gespanschaft Háromszék (rumänisch Comitatul Trei-Scaune), anschließend dem historischen Kreis Trei-Scaune (deutsch Drei Stühle) und ab 1950 dem heutigen Kreis Covasna an.
Seit 2017 ist die Gemeinde ohne den 2016 rechtmäßig gewählten Bürgermeister Dávid Bölöni; sie wird durch den Vizebürgermeister Fábián Sándor vertreten.

## Bevölkerung
Die Bevölkerung der Gemeinde Cernat entwickelte sich wie folgt:
| 1850 | 4.857 | 402 | 4.309 | - | 146 |
| 1941 | 5.095 | 10  | 4.943 | 6 | 136 |
| 2002 | 4.025 | 52  | 3.970 | - | 3   |
| 2011 | 3.978 | 47  | 3.867 | - | 64  |
| 2021 | 3.936 | 38  | 3.769 | 2 | 127 |

Seit 1850 wurde auf dem Gebiet der Gemeinde Cernat die höchste Einwohnerzahl und die der Magyaren 1941 ermittelt. Die höchste Anzahl der Rumänen wurde 1850, der Roma (185) 1956 und die der Rumäniendeutschen (6) wurde 1941 und 1956 registriert.

## Sehenswürdigkeiten
- Im Gemeindezentrum die reformierte Kirche,[7] im 14. Jahrhundert errichtet, im 16. Jahrhundert erneuert, und der Glockenturm 1727 errichtet und 1835 erneuert,[8] stehen unter Denkmalschutz.[9]
- Im Gemeindezentrum die orthodoxe Kirche Sf. Gheorghe 1872 errichtet,[10] steht unter Denkmalschutz.[9]
- Im Eingemeindeten Dorf Albiș (ungarisch Kézdialbis) die reformierte Kirche im 13. Jahrhundert errichtet, im 15. und im 19. Jahrhundert erneuert, steht unter Denkmalschutz.[9]
- Das Dorfmuseum in Cernat Muzeul Haszmann Pál,[11] dessen Hauptgebäude 1831 errichtet wurde,[12] wurde 1973 durch Pál Haszmann auf dem Herrenhof der ungarischen Adelsfamilie Damokos in Cernatu de Sus gegründet, hat zahlreiche Objekte ausgestellt.[3]
- Die mittelalterliche Burg Ika am gleichnamigen Bach und die von den Einheimischen genannte Cetatea Ciuntită (ungarisch Csonkavár) oder Turnul Ciuntit (Csonkatorony),[4] stehen unter Denkmalschutz.[9]
- Mehrere Herrenhäuser ungarischer Adelsfamilien, Anfang des 19. Jahrhunderts errichtet, stehen laut des Verzeichnisses historischer Denkmäler in Cernat unter Denkmalschutz.[9] Der Adelsfamilie Bernald;[13] Damokos Cseh;[14] Damokos Dénes;[15] Damokos Gyula (im Freilichtmuseum);[16] Damokos János;[17] Damokos Mihály;[18] Damokos-Eperjesi;[19] Farkas;[20] Kelemen Gábor;[21] Molnár Sándor;[22] Végh.[23]
- Die Gemeinde ist auch Ausgangspunkt in das Bodoc Gebirge.[24]

## Persönlichkeiten
- Péter Bod (1712–1769) in Felsőcsernáton geboren, war reformierter Pastor, Historiker und Schriftsteller (der größte ungarische Wissenschaftler des späten Barock).[25]
- Pál Haszmann (1902–1977) in Cernat gestorben, war ein Lokalhistoriker und Gründer des Dorfmuseums in Cernat.[26]

## Städtepartnerschaft
Seit 1995 besteht eine Städtepartnerschaft mit der baden-württembergischen Stadt Blaustein.